# Camera control unit

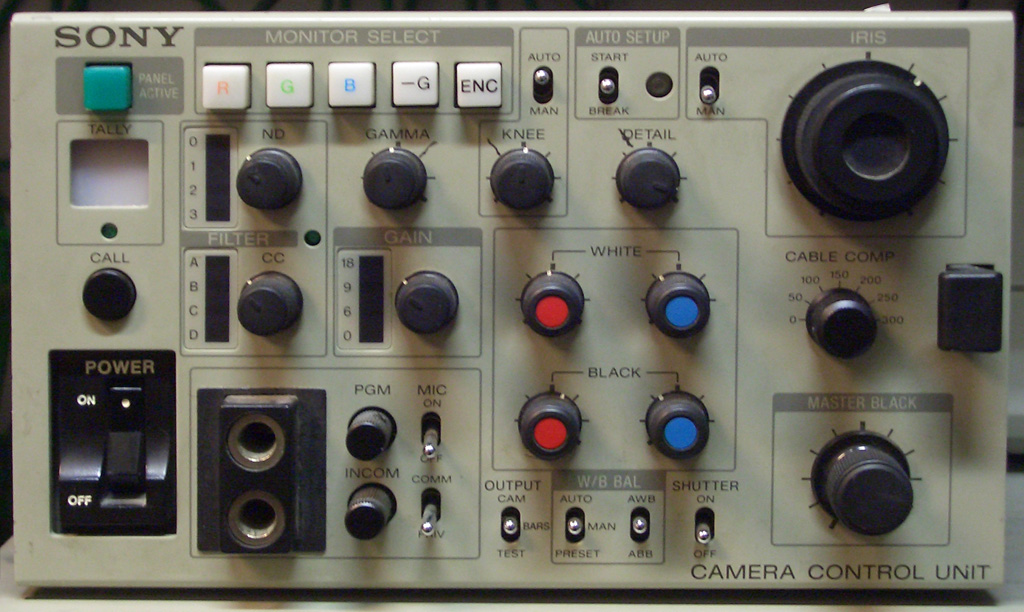

Camera control unit är en enhet med vars hjälp det är möjligt att fjärrstyra vissa funktioner hos en videokamera. Enheten placeras oftast i kontrollrummet och kan därifrån styra en kamera som befinner sig i intilliggande studio.